# Parachironomus delinificus
Parachironomus delinificus är en tvåvingeart som först beskrevs av Frederick Askew Skuse 1889.  Parachironomus delinificus ingår i släktet Parachironomus och familjen fjädermyggor. Inga underarter finns listade i Catalogue of Life.